# Kuduvanakunte, Tumkur
Kuduvanakunte là một làng thuộc tehsil Tumkur, huyện Tumkur, bang Karnataka, Ấn Độ.